# Vatlings
Vatlings är en gård i Fole socken, mitt på norra Gotland.

## Stenhuset
Gården är mest känd för att det där finns ett medeltida stenhus. Huset är byggt i mitten av 1200-talet, av fint huggen sten. Det är det bäst bevarade medeltida stenhuset på den gotländska landsbygden. I huset finns en trappa av sten som leder från bottenvåningen till gillestugan en våning upp. Utvändigt har det funnits en loftgång och trappa till övervåningen. Loftet längst upp kan nås via en rundbågig hissport från ena gaveln.
Fram till 1700-talet fanns det ytterligare ett medeltida hus på gården. Det försvunna huset låg troligen väster om det hus som fortfarande finns kvar. Mangårdsbyggnaderna till gården Vatlings är byggda på 1600- och 1800-talen.